# Blanquette de Limoux

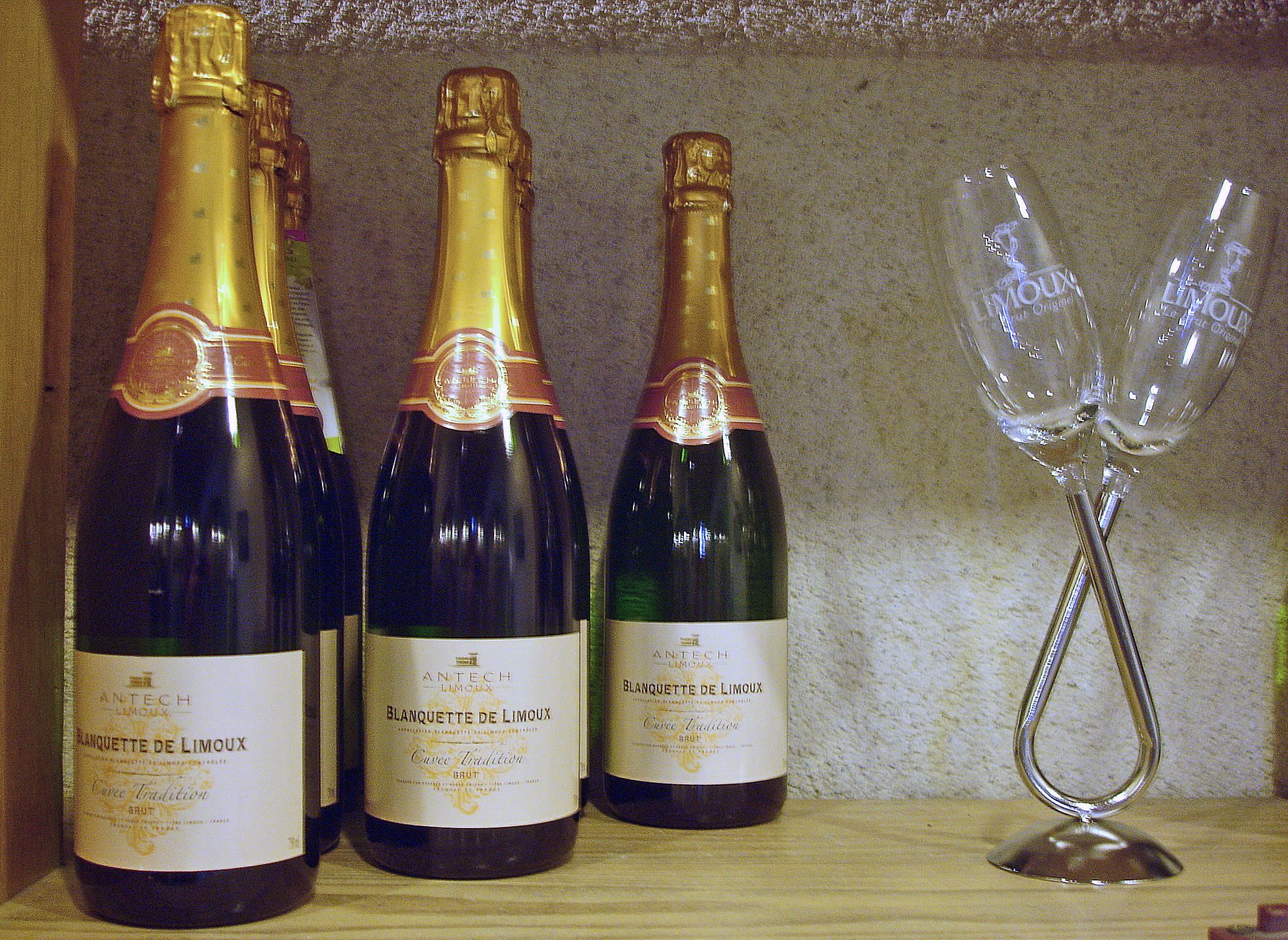
Blanquette de Limoux

Die Blanquette de Limoux ist ein französischer Schaumwein aus dem Languedoc. Er ist seit dem 18. Februar 1938 ein vin d'appellation d’Origine Contrôlée (AOC). Die AOC blanquette de Limoux war die erste AOC des Weinbaugebiets Languedoc.
Man unterscheidet die Blanquette de Limoux brute im Gegensatz zur Blanquette méthode ancestrale nach der méthode ancestrale, also einem alten Herstellverfahren. Darüber hinaus wird im Weinbaugebiet Limoux mit dem Crémant de Limoux noch ein dritter Schaumwein vermarktet.

## Geographie und Klima
Die Appellation liegt im Département Aude in der Region Okzitanien in der Nähe der Stadt Limoux, im Westen der AOC Corbières. Die südlichen Hänge der Hügel sind für die Appellation reserviert und bestehen aus einer Kombination von kalkreichem Schichtsilikat und leicht kieseligen Böden.
Das Klima von Limoux erlaubt die Produktion von weißen Rebsorten. Die Gegend wird vom Mittelmeer wie auch dem Atlantischen Ozean beeinflusst, welche für eine ausreichende Sonnenscheindauer und gut verteilte Niederschlagsmenge sorgen. Zudem liegen die Rebflächen auf einer Höhe von ca. 160 Metern, wodurch eine schärfere Abgrenzung von Tages- und Nachttemperaturen sowie eine geringere Jahresmitteltemperatur als im nahegelegenen Narbonne gegeben ist.

## Geschichte
Obwohl der Weinbau bei Limoux seit dem Jahr 931 schriftlich belegt ist, gibt es erste Erwähnungen des Schaumweines erst ab dem Jahr 1531. Mönche der Abtei Saint-Hilaire beherrschten damals bereits die Herstellung der Blanquette de Limoux.

## Rebsorten
Die Blanquette de Limoux wird aus drei Rebsorten hergestellt:
- Mauzac, der mit einem Minimum von 90 % den größten Anteil stellt
- Chardonnay
- Chenin Blanc

Für die Blanquette de Limoux nach der méthode ancestrale wird ausschließlich Mauzac verwendet. Für die Blanquette brute werden die drei genannten Rebsorten mit einem Anteil von 90 % Mauzac verwendet, während der Crémant seit einer Gesetzesnovelle aus dem Jahr 2004 50–70 % Chardonnay, 20–40 % Chenin Blanc und max. 20 % der Nebensorten Mauzac und Pinot Noir enthält.

## Vinifizierung

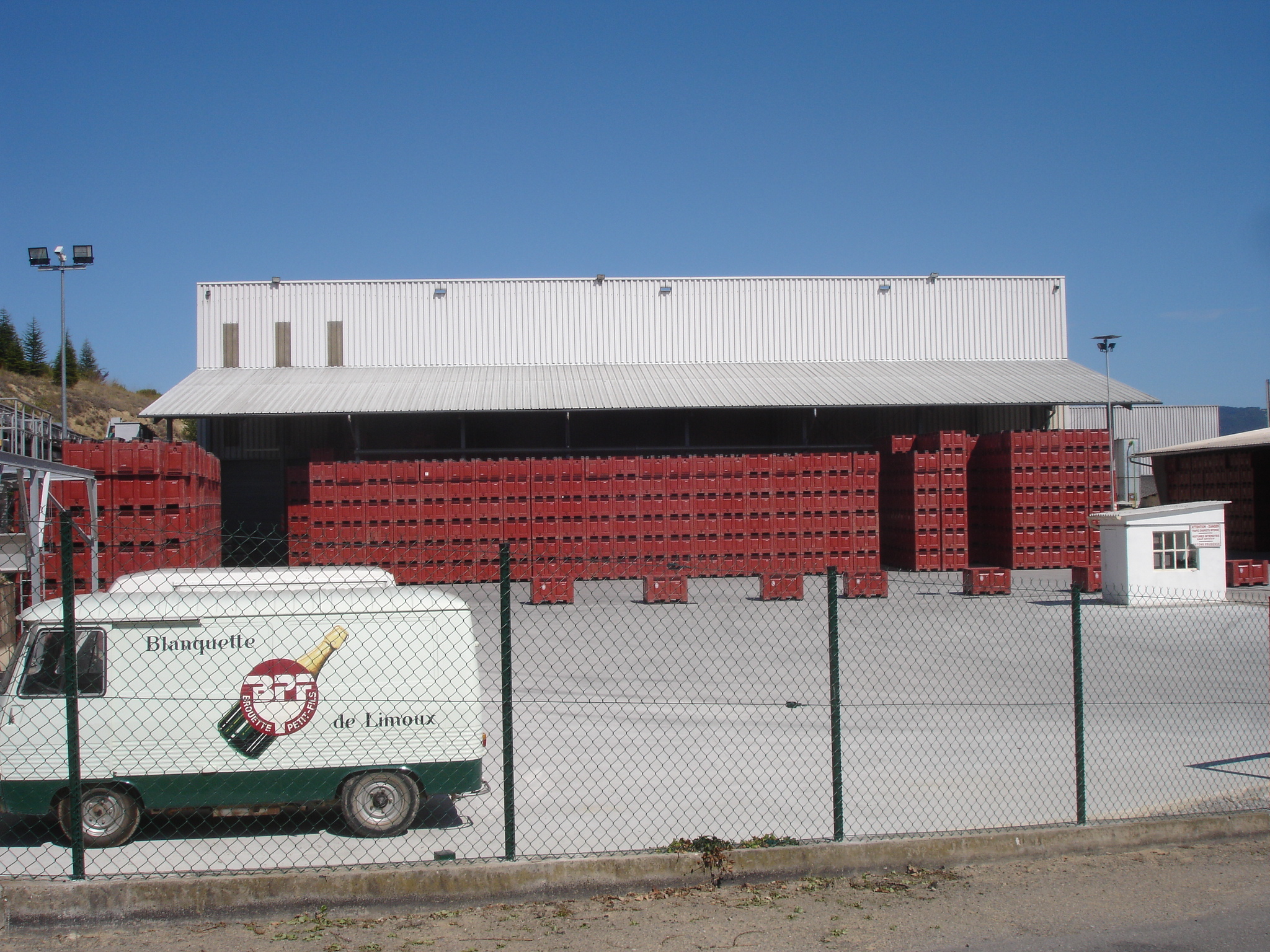
Winzergenossenschaft Sieur d’Arques

- Bei der Blanquette erfolgt die erste Vergärung getrennt für die verschiedenen Rebsorten. Hierdurch erhält man die Grundweine, als Grundlage für das spätere Verschneiden. Der Cuvée wird ein Tiragelikör hinzugefügt, um die zweite Gärung herbeizuführen, welche in der Flasche erfolgt. Nach 9 Monaten Reifezeit wird das Depot entfernt und die Versanddosage zugeführt, welche die Geschmacksrichtung prägt. Anschließend wird die Flasche verkorkt und mit ihrer Ausstattung versehen.
- Bei der Blanquette Méthode dioise ancestrale findet ausschließlich eine einzige Spontangärung statt. Nach dem Ablaufen des Mostes von der Kelter wird der Grundwein in kühlbaren Edelstahltanks auf eine Temperatur von etwa 10 °C heruntergekühlt. Die alkoholische Gärung startet nicht sofort, sondern fünfzehn bis zwanzig Tage später, um die Aromen aus dem Traubenmaterial besser zu extrahieren. Danach beginnt die einstufige langsame Gärung, welche bis Ende Januar nach der Ernte dauern kann. Der Most wird so weit vergoren, dass er noch genügend Restzucker für die Gewinnung der Perlage enthält. Er wird unter Verwendung von Kieselgur grob gefiltert und dann ohne weiteren Zusatz von Zucker oder Hefe in Flaschen abgefüllt. Dort findet die weitere alkoholische Gärung in geschlossenen Flaschen mit den indigenen Hefen aus der Region statt und endet einige Monate später, wenn der Druck in den Flaschen 500 bis 700 kPa erreicht. Hierdurch entstehen ganz natürliche Schaumweine, die eine große Finesse durch die feine Perlage und die Muskataromen aufweisen. Der Schaumwein enthält weniger als 7 % Alkohol.

## Zugelassene Gemeinden
Insgesamt wurden in 3 Gesetzesnovellen zwischen den Jahren 1938 und 1955 42 Gemeinden des Département Aude zur Erzeugung von Blanquette de Limoux zugelassen: Alet-les-Bains, Ajac, Antugnac, Bouriège, Campagne-sur-Aude, Cassaignes, Castelreng, Cépie, Conilhac-de-la-Montagne, Couiza, Cournanel, Coustaussa, La Digne-d’Amont, La Digne-d’Aval, Espéraza, Fa, Festes-et-Saint-André, Gaja-et-Villedieu, Gardie, Ladern-sur-Lauquet, La Serpent, Limoux, Loupia, Luc-sur-Aude, Magrie, Malras, Montazels, Pauligne, Peyrolles, Pieusse, Pomas, Roquetaillade, Rouffiac-d’Aude, Saint-Couat-du-Razès, Saint-Hilaire, Saint-Polycarpe, Serres, Tourreilles, Vendémies, Villar-Saint-Anselme, Villebazy und Villelongue-d’Aude.